# Второе правительство Цвиянович
Второе правительство Жельки Цвиянович (серб. Друга влада Жељке Цвијановић, босн. и хорв. Vlada Republike Srpske Željke Cvijanović II) было сформировано 18 декабря 2014 года. Оно стало пятнадцатым по счёту Правительством Республики Сербской.
Во время голосования в Народной скупщине РС 44 депутата из правящей коалиции (СНСД—ДНС—СП) поддержали кандидатуру Жельки Цвиянович на пост премьер-министра. Столько же депутатов одобрили предложенный Цвиянович состав Правительства. 37 депутатов проголосовали против. Таким образом, Желька Цвиянович во второй раз стала премьер-министром. Ряд министров из прежнего состава правительства сохранили свои посты: Зоран Тегелтия (Министерство финансов), Лейла Решич (Министерство местного самоуправления), Стево Мирянич (Министерство сельского хозяйства, лесных и водных ресурсов), Сребренка Голич (Министерство строительства и экологии), Давор Чордаш (Министерство по вопросам беженцев и переселенных лиц), Ясмин Комич (Министерство науки и технологий). Другие министерства получили новых руководителей.
3 февраля 2015 года Народная скупщина РС утвердила Сребренку Голич и Антона Касиповича в качестве вице-премьеров Правительства. 8 мая 2018 года Ален Шеранич сменил Ясмина Комича на посту министра науки и технологий.
Правительство Республики Сербской является главным органом исполнительной власти Республики Сербской — составной части (энтитета) Боснии и Герцеговины. Его полномочия установлены Конституцией РС и рядом законов. В частности, оно предлагает на рассмотрение Народной скупщине законы, предлагает план развития Республики и проект бюджета, следит за реализацией и исполнением законов, организовывает деятельность министерств и т. д. Кроме того, именно Правительство принимает решение о создании представительств РС в странах мира.
Состав правительства образует Народная скупщина с учётом национальных квот: министрами должны быть 8 сербов, 5 босняков и 3 хорвата. Глава правительства и два его заместителя должны представлять все три конституционных народа республики.
Состав Правительства дан по состоянию на 10 июля 2018 года.

## Легенда
В списке представлены министры второго правительства Жельки Цвиянович.
Таблица:
- ФИО — имя министра на русском языке;
- Должность — название занимаемой должности;
- Дата вступления в должность — дата, когда министр приступил к исполнению обязанностей;
- Национальность — этническая принадлежность министра;
- Партийная принадлежность — членом какой партии является министр;
- Пр. — ссылки на источники;

Сортировка может проводиться по любому из выбранных столбцов таблиц.

## Состав Правительства
| ФИО                        | Должность                                                                                        | Дата вступления в должность | Национальность             | Партийная принадлежность                                    | Пр.                        |                            |
| Председатель Правительства | Председатель Правительства                                                                       | Председатель Правительства  | Председатель Правительства | Председатель Правительства                                  | Председатель Правительства | Председатель Правительства |
| -------------------------- | ------------------------------------------------------------------------------------------------ | --------------------------- | -------------------------- | ----------------------------------------------------------- | -------------------------- | -------------------------- |
| Желька Цвиянович           | Председатель Правительства                                                                       | 18 декабря 2014             | Сербка                     | Союз независимых социал-демократов                          | [ 6 ] [ 7 ]                |                            |
| Министры                   |                                                                                                  |                             |                            |                                                             |                            |                            |
| Златан Клокич              | Министр экономических связей и регионального сотрудничества                                      | 18 декабря 2014             | Бошняк                     | Союз независимых социал-демократов                          | [ 8 ] [ 7 ]                |                            |
| Дане Малешевич             | Министр просвещения и культуры                                                                   | 18 декабря 2014             | Серб                       | Демократический народный союз                               | [ 9 ] [ 7 ]                |                            |
| Зоран Тегелтия             | Министр финансов                                                                                 | 18 декабря 2014             | Серб                       | Союз независимых социал-демократов                          | [ 10 ] [ 7 ]               |                            |
| Драган Лукач               | Министр внутренних дел                                                                           | 18 декабря 2014             | Серб                       | Союз независимых социал-демократов                          | [ 11 ] [ 7 ]               |                            |
| Антон Касипович            | Министр юстиции                                                                                  | 29 декабря 2014             | Хорват                     | Союз независимых социал-демократов                          | [ 12 ] [ 7 ]               |                            |
| Лейла Решич                | Министр местного самоуправления                                                                  | 18 декабря 2014             | Бошнячка                   | Демократический народный союз                               | [ 13 ] [ 7 ]               |                            |
| Миленко Саванович          | Министр труда и защиты ветеранов и инвалидов серб. Министар рада и борачко-инвалидске заштите РС | 27 декабря 2014             | Серб                       | Социалистическая партия                                     | [ 14 ] [ 7 ]               |                            |
| Предраг Глухакович         | Министр торговли и туризма                                                                       | 18 декабря 2014             | Хорват                     | Социалистическая партия                                     | [ 15 ] [ 7 ]               |                            |
| Петар Джокич               | Министр промышленности, энергетики и горного дела                                                | 18 декабря 2014             | Серб                       | Социалистическая партия                                     | [ 16 ] [ 7 ]               |                            |
| Неджо Трнинич              | Министр транспорта и связи                                                                       | 18 декабря 2014             | Серб                       | Демократический народный союз                               | [ 17 ] [ 7 ]               |                            |
| Стево Мирянич              | Министр сельского хозяйства, лесных и водных ресурсов                                            | 18 декабря 2014             | Серб                       | Союз независимых социал-демократов                          | [ 18 ] [ 7 ]               |                            |
| Сребренка Голич            | Министр пространственного планирования, строительства и экологии                                 | 18 декабря 2014             | Бошнячка                   | Союз независимых социал-демократов                          | [ 19 ] [ 7 ]               |                            |
| Давор Чордаш               | Министр по вопросам беженцев и переселенных лиц                                                  | 18 декабря 2014             | Хорват                     | Хорватское демократическое содружество Боснии и Герцеговины | [ 20 ] [ 7 ]               |                            |
| Драган Богданич            | Министр здравоохранения и социальной защиты                                                      | 18 декабря 2014             | Серб                       | Союз независимых социал-демократов                          | [ 21 ] [ 7 ]               |                            |
| Ясмин Комич                | Министр науки и технологий                                                                       | 18 декабря 2014 —8 мая 2018 | Бошняк                     | Союз независимых социал-демократов                          | [ 7 ]                      |                            |
| Ален Шеранич               | Министр науки и технологий                                                                       | 8 мая 2018                  | Бошняк                     | Беспартийный                                                | [ 3 ]                      |                            |
| Ясмина Давидович           | Министр семейной и молодёжной политики и спорта                                                  | 18 декабря 2014             | Бошнячка                   | Социалистическая партия                                     | [ 22 ] [ 7 ]               |                            |